# Енді Негелайн
Андреас Ганнес Лін Фун Негелайн (нім. Andreas Hannes Ling Fung Nägelein, спрощ.: 聂凌峰/安迪·内格雷恩; кит. трад.: 聶凌峰; ютпхін: Nip Ling Fung; нар. 5 жовтня 1981, Гонконг), більш відомий як Енді Негелайн — гонконзький футболіст німецького походження, який грав на позиції захисника і півзахисника. Розпочав виступи в німецьких нижчолігових клубах, пізніше грав у клубах Кіпру, Гонконгу та Китаю, у 2013—2016 році зіграв 9 матчів за збірну Гонконгу.

## Клубна кар'єра
Енді Негелайн народився в Гонконгу в сім'ї німця та китаянки. Коли йому виповнився один рік, сім'я перебралась до німецького міста Нюрнберга. У цьому місті Негелайн розпочав займатися футболом у футбольній школі місцевого клубу «Нюрнберг». У професійному футболі дебютував у 2002 році в нижчоліговому клубі «Швабах 04». Надалі до 2009 року Енді Негелайн грав у нижчолігових німецьких клубах «Швайнфурт 05», «Фойхт», «Кікерс» (Емден) та «Вакер» (Бургхаузен).
У 2009 році Енді Негелайн став футболістом клубу вищого дивізіону чемпіонату Кіпру АПЕП, у якому зіграв 10 матчів. За півроку на початку 2010 року Негелайн став гравцем китайського клубу вищого дивізіону «Шеньчжень Рубі», в якому грав до кінця 2011 року. У 2012 році футболіст уперше став гравцем клубу зі своєї історичної батьківщини — «Гонконг Рейнджерс», у якому грав до середини 2013 року. Протягом 2013—2014 років Негелайн грав за клуби другого китайського дивізіону «Гуйчжоу Чжичен» та «Хунань Білловз».
На початку 2015 року Енді Негелайн став гравцем гонконзького клубу «Істерн». За підсумками сезону 2015—2016 років футболіст став у складі команди чемпіоном Гонконгу, після чого завершив виступи на футбольних полях.

## Виступи за збірну
Енді Негелайн має подвійне громадянство Німеччини та Гонконгу, проте обрав виступи за збірну Гонконгу. У футболці збірної дебютував 15 жовтня 2013 року в грі зі збірною ОАЕ у кваліфікації до Кубка Азії 2015 року. У складі збірної грав до 2016 року, зігравши 9 матчів, у яких забитими м'ячами не відзначився.

## Титули і досягнення
«Істерн»
- Чемпіон Гонконгу: 2015—2016